# فرودگاه کاناندی گوا
فرودگاه کاناندی گوا (به انگلیسی: Canandaigua Airport) یک فرودگاه همگانی بهره‌برداری هوایی است که یک باند فرود آسفالت دارد و طول باند آن ۹۷۵ متر است. این فرودگاه در شهر کاناندی گوا، نیویورک کشور ایالات متحده آمریکا قرار دارد و در ارتفاع ۲۴۸ متری از سطح دریا واقع شده‌است.